# Lucia Verona
Lucia Verona (n. 4 martie 1949, Arad) este o prozatoare și autoare contemporană de opere dramatice. Absolventă a Conservatorului de muzică din București în 1972, a debutat în literatură în 1974. A lucrat în presa scrisă, a fost realizator la Televiziunea Română, iar din 2005 scrie despre cărți la revista „Săptămâna Financiară”.

## Activitatea literară
Lucia  Verona și-a început cariera literară cu traduceri din literatura universală, a continuat cu teatru și apoi cu proză. Împreună cu soțul ei, scriitorul H.Salem (decedat în 1991) a scris numeroase emisiuni umoristice pentru radio și televiziune, precum și piese de teatru, reprezentate la teatre din București și din țară și reunite în volumul „Luna de pe cer” (editura Cartea Românească, 1985). În 1990, o piesă a Luciei Verona („Noaptea – o comedie albastră”) a fost prezentată la  teatrul Essaïon din Paris.  Alte piese („Secretul atomic”, „Povești cu zîne și amanți”) au fost  difuzate de Teatrul Radiofonic.
Din anul 2004 conduce secția de dramaturgie a Asociației Scriitorilor București (filiala București a Uniunii Scriitorilor). 
Volumul de teatru „Călătoarea și Shakespeare”, apărut în 2005, a fost distins cu premiul pentru dramaturgie al Asociației Scriitorilor București.
Piesa „Secretul atomic”, tradusă în limba engleză, a figurat în programul festivalului "The World’s Best Women Playwrights And Their New Plays” care a avut loc la Chicago în iunie 2007.

## Opera
- În anul 1997, a publicat volumul de proză “Don Juan și ceilalți”, apărut ulterior și în formă de e-book în limbile română și franceză.
- În anul 2005, cartea a apărut în limba franceză, tradusă de Rodica Iliesco sub titlul «Don Juan et les autres», lansată la Paris în 2006.
- În anul 2000 i-a apărut volumul de teatru „Grand Hotel Europa”, distins cu premiul Asociației Scriitorilor din București.
- În anul 2001 publică, la editura Albatros, romanul „Labirint obligatoriu”.

### Piese de teatru
- Logodnicul (1978)
- Dragoste la prima vedere (1984)
- Luna de pe cer (împreună cu H. Salem) (1985), volum de teatru
- Noaptea - o comedie albastră (1989)
- Secretul atomic (1997)
- Grand Hotel Europa (1998)
- Povești cu zîne si amanți (2000)
- Călătoarea și Shakespeare (2005), volum de teatru

## Afilieri
- Uniunea Scriitorilor din România
- Asociația Paris-Montmartre
- ICWP (International Centre for Women Playwrights) Arhivat în 14 august 2007, la Wayback Machine.